# Погоржеліце
Погоржеліце (чеськ. Pohořelice, нім. Pohrlitz) це місто в Чехії в районі Брно-околиця Південноморавського краю. За даними 2024 року тут проживає 6071 чоловік.
Місто розташоване на річці Їглава на відстані близько 25 км на південь від міста Брно на висоті 181 метр в одній із найцікавіших чеських історичних областей із тисячолітніми культурно-історичними традиціями — Моравії. Знаходиться неподалік кордону Чехії з Австрією.
Це виноробне село в Мікуловському виноробному субрегіоні.
З 2003 року є містом із розширеними повноваженнями. Його адміністративний округ складається із 13 населених пунктів.

## Назва міста і його герб
Назва поселення походить від позначення населення pohořelici, що означає або «мешканці спаленого села», або «мешканці спаленого, спустошеного місця». Німецька назва (Poherlitz у старих документах) походить від чеської. Єврейська назва міста на івриті — פארליץ.
У перших письмових згадках про Погоржеліце з 1222 року місто згадується як «Borlitz», пізніше вживаються, наприклад, терміни «Bohorliz», «Pohrliz» або «Pohořelicz». Це, очевидно, германізовані форми чеської назви «Pohořelice».
У перших письмових згадках про Погоржеліце з 1222 року місто згадується як «Borlitz», пізніше вживаються, наприклад, терміни «Bohorliz», «Pohrliz» або «Pohořelicz». Це, очевидно, германізовані форми чеської назви «Pohořelice».
Ця назва, ймовірно, походить від особового імені «Погорілі» або «люди, які погоріли». Отже, можна зробити висновок, що початкове поселення/місто було створено на місці колишнього поселення, яке раніше було знищено пожежею.
Герб міста виник з форми знака печатки. Найстаріша збережена печатка датується 1354 роком на документі, виданому в Погоржеліце. 

## Історія
Погоржеліце належить до давніх міст Моравії. Воно розташоване на території давнього поселення, де виявлено сліди проживання людини ще з раннього кам’яного віку. Безперервне заселення з того часу до сьогодення, пізніше у формі сільськогосподарсько-торговельного поселення, стало можливим завдяки його вигідному розташуванню на перетині торговельних шляхів і поблизу відносно легкого переходу через річку Їглава
Перша письмова згадка зустрічається в 1222 в період правління королеви Кунігунди Славонської, коли він був королівським містечком.
У 1945 місто пов'язане з сумнозвісним «маршем смерті до Брно» за депортацією німців із Чехословаччини після закінчення Другої світової війни. Тоді переміщення німецького населення проводилося пішки і на вантажівках у бік Порлиця (чеська назва — Погоржеліце) (нім. Pohrlitz) на чехословацько-австрійському кордоні. Довжина колії становила близько 55 км.
Серед депортованих, переважно, були жінки, діти і люди похилого віку, оскільки більшість чоловічого населення перебувала у полоні. Число депортованих оцінюється по-різному, згідно з чеськими даними, воно становить приблизно 27 000 осіб, тобто близько половини довоєнного німецького населення Брно (53 000). Радянська адміністрація, що контролює сектор Австрії, що межує з Моравією, заборонила депортованим відразу переходити кордон до Австрії, і їх спочатку розмістили в таборі під Погоржеліце (Порлицем).  

## Географія

### Клімат
Погоржеліце розташоване в дуже теплому та сухому регіоні Чеської Республіки. Середньорічна кількість опадів тут становить менше 500 мм/м³. Середньодобові максимальні температури коливаються від 3 °C у січні до 26 °C у липні та серпні. Мінімальна температура досягає -2 °C у січні та 14 °C у липні та серпні. У листопаді-квітні в Погоржеліце дуже вітряно, середня швидкість вітру досягає 34 км/год. Тут також поширені тумани. У місті знаходиться опадомірна станція ČHMÚ Brno (вулиця Brněnská 350).

### Геоморфологія
З точки зору геоморфології Погоржеліце розташоване в долині Дийсько-Свратець. Це територія, яка на півночі обмежена районом Брно Обрани, а на півдні кордоном з Австрією. Є витягнутою та вузькою територією, що межує з потоками всіх головних річок долини (Свратка, Їглава, Світава та Диє).
Погоржеліце лежить на абсолютно рівній відкритій місцевості із середньою висотою 181 м над рівнем моря. З вищих одиниць Драганська верховина розташована на півночі, Жданицький ліс на сході та Павловське воєводство (у розмові «Палава») на південному сході. Найвищою точкою, розташованою безпосередньо в долині Дийсько-Свратець, є пагорб Вигон (355 м над рівнем моря) у Жідлоховіце.

### Геологічний характер
Погоржеліце розташоване в рамках геологічної будови в так званому Карпатському передовому прогині, який є борозною між Богемським масивом на заході та Західними Карпатами на сході. Воно заповнене відкладеннями моря, яке востаннє існувало тут 15 мільйонів років тому. У 1985 році державне підприємство Moravské naftové doly Hodonín виконало дві глибокі свердловини (1000 м і 1425 м) в районі Погоржеліце, завдяки яким вдалося з'ясувати, які породи знаходяться глибоко під містом. У період після відступу раннього третинного моря територію сучасного міста Погоржеліце стало сушею, тому тут зустрічаються лише континентальні відкладення з пізніших часів (річковий гравій, піски, глини). Річковий гравій на схід від Погоржеліце досягає вертикальної товщини від 5 до 20 м. Він має велике економічне значення, оскільки пісок і гравій є важливим будівельним матеріалом. Він також містить високий вміст польових шпатів, які використовуються у виробництві кераміки та скла. У долині Дийсько-Свратець є кілька великих піщаних кар’єрів. Великі площі в Погоржелицькому кадастрі також вкриті найродючішим ґрунтом, чорноземом.

### Господарство
Рівнинна місцевість, родючий чорнозем, низинне розташування та м’який клімат завжди створювали дуже сприятливі умови для поселення та сільського господарства в Погоржеліце та його околицях.
На полях навколо Погоржелиць вирощували всі види зерна, у 18 столітті додалася і картопля, а наприкінці 18 століття – кукурудза та конюшина. Сіяли також ріпу, зернобобові, льон, коноплі, просо та кормові. У 19 столітті цукрові буряки почали вирощувати у великих масштабах, що супроводжувалося будівництвом цукрових заводів і новим господарським освоєнням району. Колись виноробство також було традиційним для Погоржелиць. Перша згадка про нього датується 1590 роком. На початку XVII століття це було майже 100 гектарів виноградників. Однак після Тридцятилітньої війни виноградарство в Погоржелицях не відновилося, площа виноградників зменшилася, і в 1840-х роках про виноградники в цій місцевості більше немає згадок.
Окрім традиційних сільськогосподарських тварин домашнього вжитку (птиці, корів, тяглових волів), утримували й коней, насамперед як підтвердження соціально-економічного статусу їхніх власників. Проте найчисельнішими сільськогосподарськими тваринами були вівці. Бум у їхньому розведенні стався у 16 столітті (двострижені, грубововнові вівці, які дають вовну та молоко), з 18 століття їхнє розведення почало вдосконалюватися мериносовими вівцями з Іспанії та Італії. Місцеві ставки (засновані у XVI ст., знищені у XIX ст.) також давали велику економічну вигоду завдяки продажу риби.

## Галерея

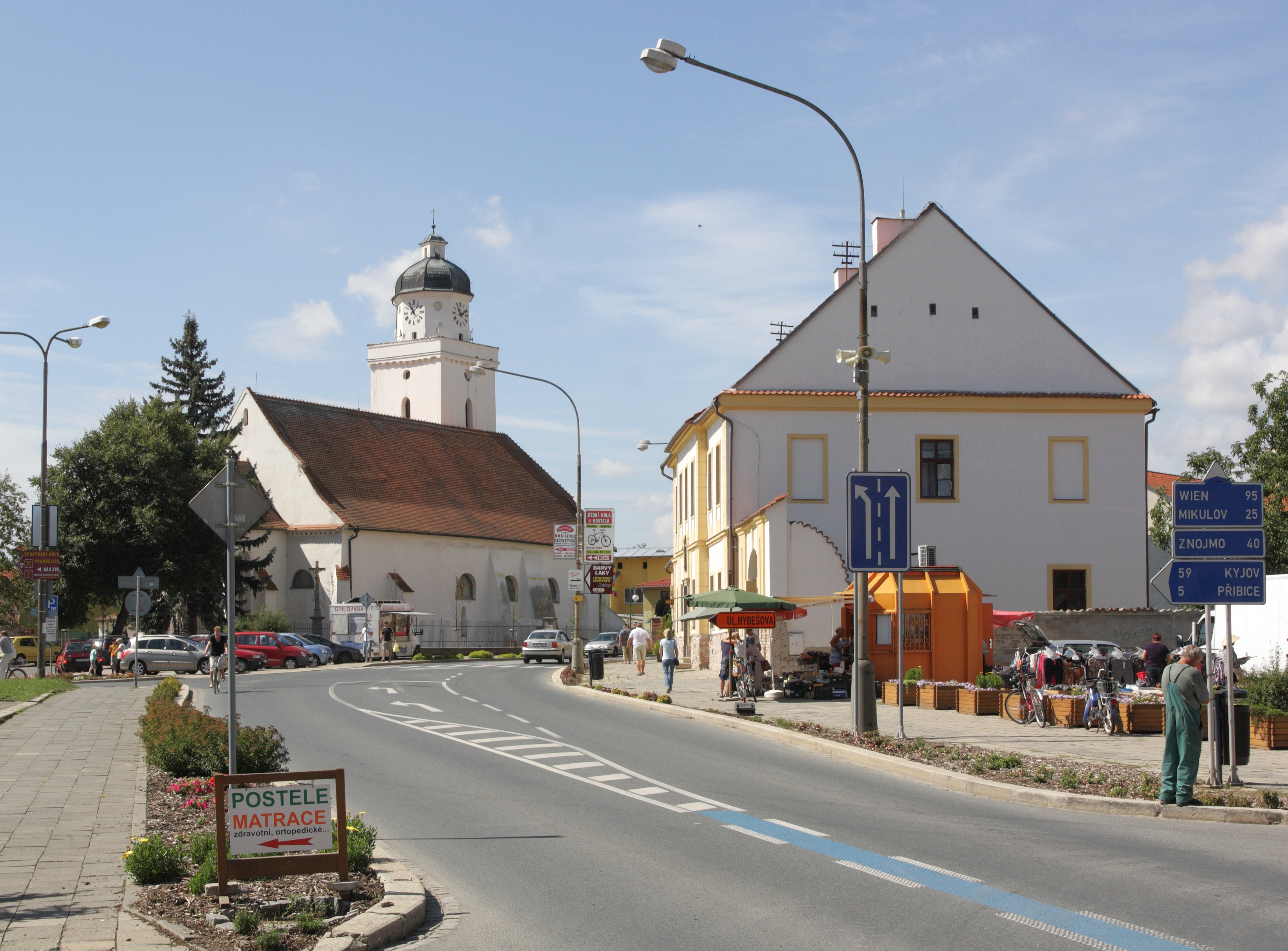
Площа Свободи в Погоржеліце (чеськ. Náměstí Svobody v Pohořelicích)